# Пангані (річка)
Пангані (англ. Ruvu) річка в східній Африці на північному сході Танзанії. Утворюється при злитті річок Kikuletwa і Руву у водосховищі Ньямба-я-Мунгу. У старих довідниках Руву вважається верхньою течією річки Пангані, інші назви - Руфа або Луфу. Басейн річки становить за різними даними від 42 000 км²  до 56300 км² і розташований на території Кенії (2300 км²) і Танзанії. 
Фізико-географічні характеристики
Річка Пангані між 1906 і 1918 роком. Фото Бундесархіву.
Річка бере початок на північно-східному схилі вулкана Меру, другий рукав випливає з боліт південніше вулкана. Крім того, приймає багато приток з південного схилу Кіліманджаро. Головні притоки Ромбо (Лумі) і Мкомазі. Впадає в затоку Пемба в Індійському океані. Довжина річки від злиття з Ромбо становить 420 км. Інші притоки річки беруть свою основу в горах Усамбара і Паре. У той час як річка стікає з гір з великим рівнем опадів, її основна течія проходить по посушливому степу Масаї, де річний рівень опадів не перевищує 500 мм .
Річка порожиста, на ній розташований водоспад Пангані-Фоллс поблизу населеного пункту Халі. Внаслідок цього річка судноплавна тільки в чверті своєї течії, включаючи останні 40 км після водоспаду. З листопада по квітень можливі паводки .
Починаючи з 1970-х років, рівень води в річці неухильно знижується, причому останнім часом темпи зниження значно зросли. Причиною цього є підвищена діяльність людини в регіоні та поширення водних рослин, таких як Typha Domingensis і Papyrus. Великі колонії рослин перебувають на водосховищі Ньюмба-я-Мунгу в 40 км на південь від озера Джипе, розташованого на кордоні з Кенією .
Господарська діяльність
На річці розташований комплекс гідроелектростанцій, що включає велике водосховище і ГЕС Ньюмба-я-Мунгу потужністю 8 МВт у верхів'ях річки, ГЕС Халі потужністю 17 МВт і ГЕС Пангані-Фоллс потужністю 66 МВт в районі водоспаду. Комплекс генерує близько 20% електроенергії Танзанії .
У басейні річки розташовано безліч сільськогосподарських плантацій, включаючи 95000 га кави, 6200 га цукрового очерету, 6330 га чаю, 95 000 га сезаля і багато інших культур. Сільське господарство і рибальство є основою життєдіяльності для 3,7 млн чоловік, що живуть на річці.
У басейні річки розташовано багато великих центрів Танзанії, зокрема Аруша і Моши. У гирлі річки знаходиться старовинне місто Пангані, засноване імовірно в VI столітті до н. е. Місто відігравало важливу роль і служило торговельним постом в часи работоргівлі.
Також у басейні річки Пангані розташований мисливський резерват Мкомазі площею 3276 км².